# Toms Skujiņš
Toms Skujiņš est un coureur cycliste letton, né le 15 juin 1991 à Sigulda, professionnel depuis 2011.

## Biographie

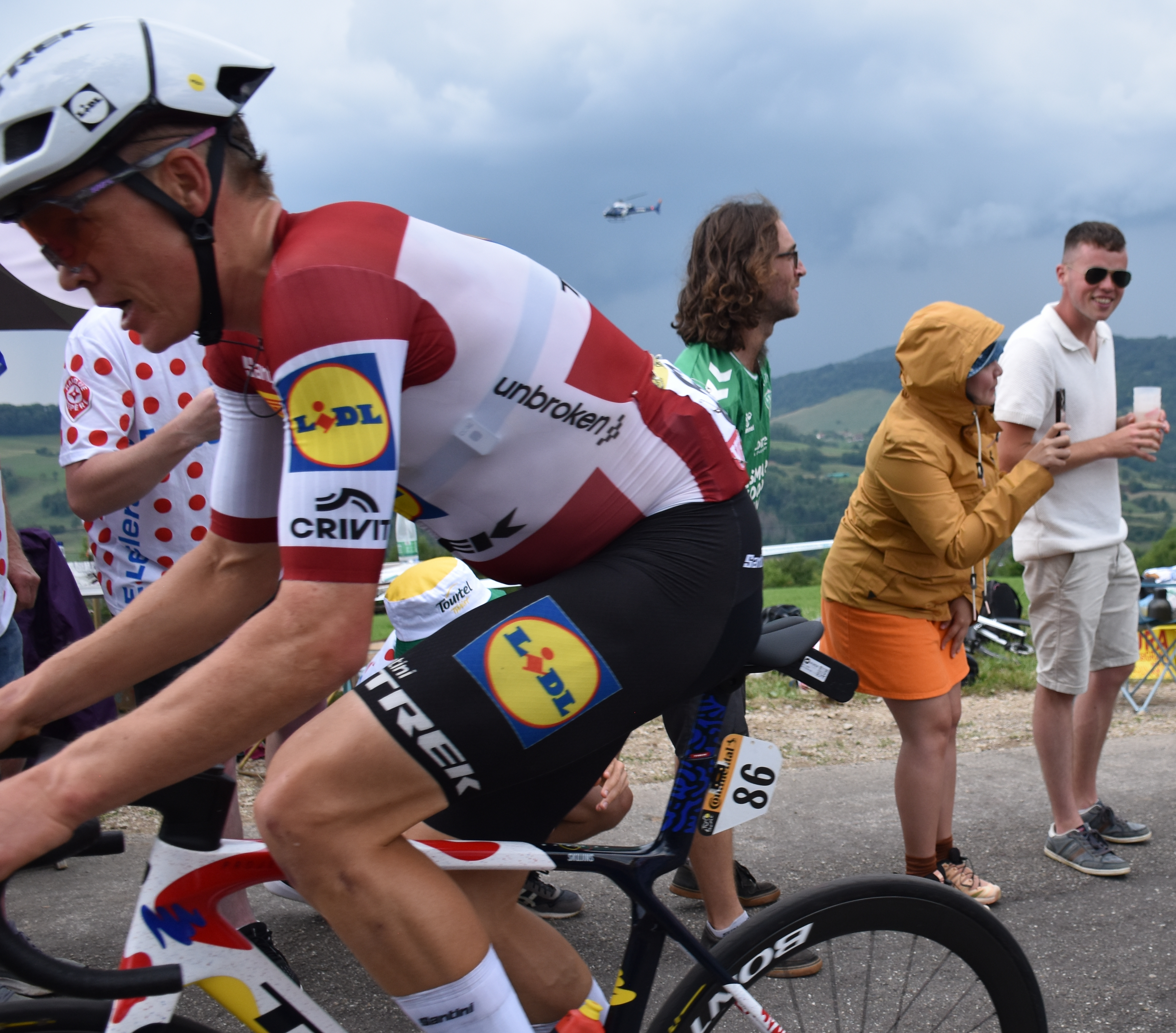
Toms Skujinš sur le Tour de France 2025

En 2010, Toms Skujiņš obtient des bons résultats chez les espoirs où il termine notamment sixième de Paris-Tours espoirs et huitième du ZLM Tour. Il est présenté comme un coureur polyvalent,.
Il commence sa carrière professionnelle en 2011 dans l'équipe continentale VC La Pomme Marseille. Le 9 avril, il termine deuxième du Tour des Flandres espoirs, battu par l'Italien Salvatore Puccio. Il est également quatrième de la Classic Loire Atlantique chez les élites.
Après deux saisons dans l'équipe française, il retourne en 2013 dans son pays natal au sein de l'équipe Rietumu-Delfin. Il remporte ses premiers succès avec une étape du Tour de Blida en Algérie et en devenant champion de Lettonie sur route espoirs.  Avec sa sélection nationale, il termine en troisième du championnat d'Europe sur route espoirs, septième du Tour des Flandres Espoirs, dixième du Tour de l'Avenir et gagne la Course de la Paix espoirs. En fin de saison, il est cinquième des mondiaux espoirs et élu cycliste letton de l'année.

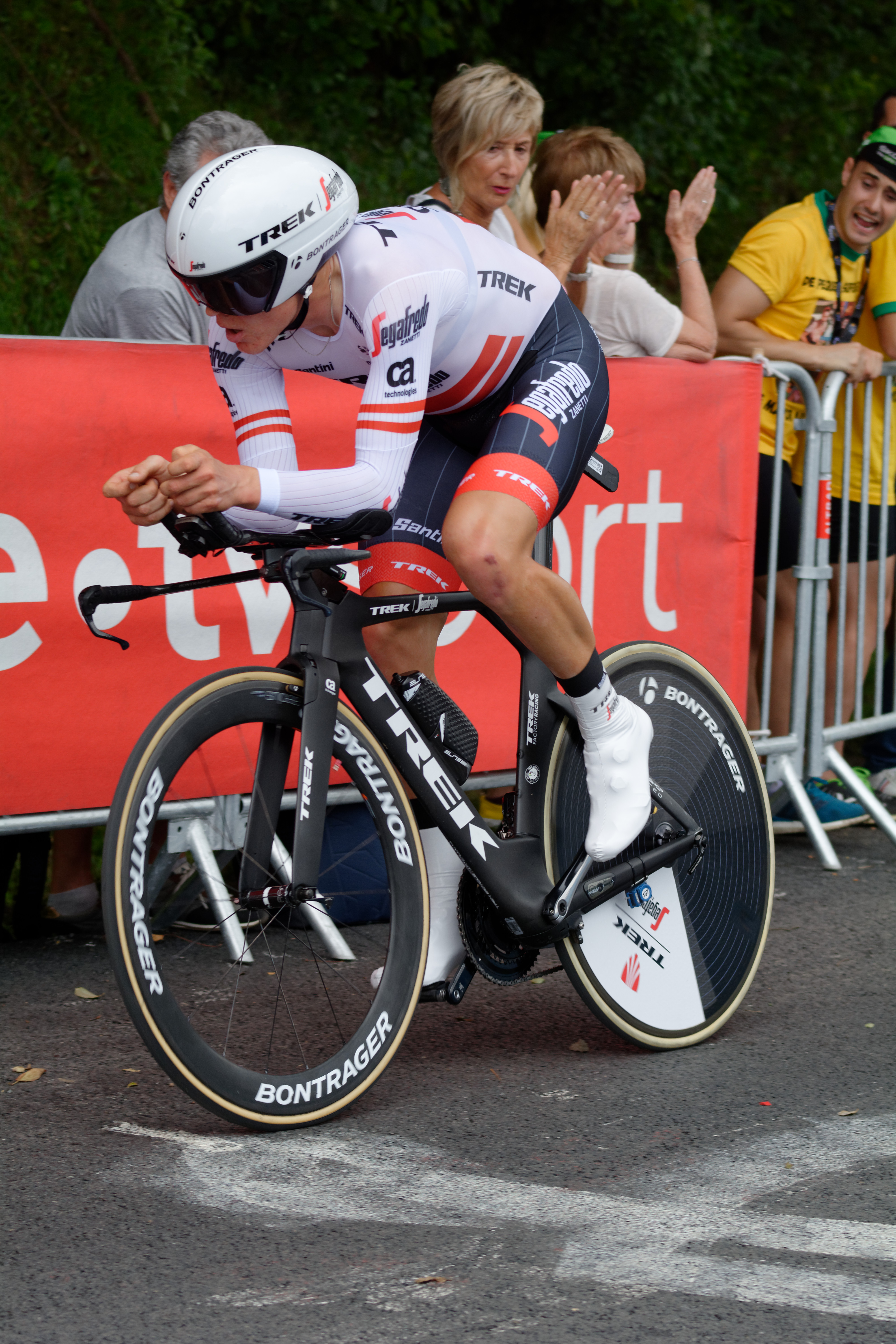
Toms Skujiņš sous le maillot de champion de Lettonie lors du Tour de France 2018.

En 2014, Skujiņš rejoint l'équipe continentale américaine Hincapie Sportswear Development et participe à de nombreuses courses en Amérique du Nord. Il domine le Tour de Beauce, remportant l'étape reine au sommet du Mont Mégantic ainsi que la dernière étape. Il remporte le classement général, le classement par points et le maillot du meilleur jeune. Il se révèle en mai 2015 lors du Tour de Californie, où il remporte la troisième étape. Il s'impose après avoir passé la plus grande partie de l'étape dans une échappée en solitaire. Il prend également le maillot de leader du général pendant trois jours et récupère le maillot du meilleur grimpeur, qu'il conserve jusqu'au contre-la-montre. Il obtient cette année-là d’autres bons résultats sur le circuit américain - lauréat de la Winston Salem Cycling Classic et deuxième du Tour de Beauce - ce qui lui permet de remporter le classement de l'UCI America Tour. Ces performances lui permettent de signer fin 2015 un contrat avec l'équipe World Tour Cannondale dirigée par Jonathan Vaughters. En fin de saison, il est élu cycliste letton de l'année pour la deuxième fois.
En 2016, après avoir participé à de grandes courses européennes d'un jour, dont le Tour des Flandres et les classiques ardennaises, il revient en Amérique du Nord et remporte à nouveau une étape du Tour de Californie en échappée. Aux championnats nationaux, il est troisième de la course en ligne et du contre-la-montre et représente son pays aux Jeux olympiques de Rio de Janeiro. 
Au cours de la saison 2017, il termine en avril deuxième de la Semaine internationale Coppi et Bartali et remporte une étape de la course, signant le premier succès de l'année pour son équipe. En mai, il est victime d'une commotion cérébrale après une chute lors du Tour de Californie. Quelques mois plus tard, après avoir terminé deuxième du championnat de Lettonie du contre-la-montre, il dispute et termine son premier grand tour lors du Tour d'Espagne.
Après deux saisons chez Cannondale, il signe avec l'équipe Trek-Segafredo pour les saisons 2018 et 2019. Il gagne d'entrée le Trofeo Lloseta-Andratx, une manche du Challenge de Majorque. Il décroche également sa troisième victoire d'étape sur le Tour de Californie qui est devenu une course UCI World Tour. Après avoir remporté pour la première fois le championnat de Lettonie du contre-la-montre, il participe au Tour de France, qu'il termine à la 82e place du classement général. À la fin de la saison, Skujiņš remporté lors d'un sprint dans un petit groupe les Trois vallées varésines. Au cours des quatre années suivantes, il participe au Tour de France chaque année. Lors de la 8e étape du Tour de France 2020, il termine deuxième de l'échappée derrière Nans Peters. De plus, le Letton a réalisé de bonnes performances à plusieurs reprises dans les courses vallonnées d'un jour et a remporté le classement de la montagne du Tour de Romandie en 2022. De 2018 à 2023, il est champion national à six reprises, remportant deux victoires sur la course en ligne et quatre sur le contre-la-montre.
En 2023, il participe au Tour d'Italie pour la première fois et est devancé par l'Allemand Nico Denz dans un sprint à deux lors de la 12e étape. Il est ensuite sixième de la Classique de Saint-Sébastien, cinquième du Circuit de Getxo et huitième du championnat du monde sur route à Glasgow, en Écosse. En 2024, il réalise la meilleure saison de sa carrière. Il termine deuxième des Strade Bianche derrière Tadej Pogačar, puis confirme sur les classiques pavées en se classant neuvième de l'E3 Saxo Bank Classic et dixième du Tour des Flandres. Il se classe ensuite cinquième de la course en ligne des Jeux olympiques, puis termine au pied du podium  du championnat du monde sur route. Il termine pour la première fois de sa carrière dans le top 30 du classement mondial.

## Palmarès
- 2010
  - Riga Grand Prix
  - 1re étape du Tour de Moselle
  - Norge Skyle Festival
  - 2e du GP Tartu
  - 2e du Tour de Moselle
  - 3e du Mémorial Oleg Dyachenko
  - 3e du championnat de Lettonie du contre-la-montre espoirs
- 2011
  - 2e du Tour des Flandres espoirs
  - 3e du championnat de Lettonie du contre-la-montre espoirs
- 2012
  - 2e étape de la XSports Kauss Cup
  - 2e étape du LRA Cycling Weekend
  - 2e du championnat de Lettonie sur route espoirs
- 2013
  -  Champion de Lettonie sur route espoirs
  - 2e étape du Tour de Blida
  - Course de la Paix espoirs :
    - Classement général
    - 3e étape

  - 3e de la Scandinavian Race Uppsala
  - 3e du championnat de Lettonie sur route
  -  Médaillé de bronze du championnat d'Europe sur route espoirs
  - 5e du championnat du monde sur route espoirs
- 2014
  - Tour de Beauce :
    - Classement général
    - 2e et 5e étapes

  - 2e du Snake Alley Criterium
  - 3e du Quad Cities Criterium
- 2015
  - UCI America Tour
  - USA Cycling National Racing Calendar
  - 3e étape du Tour de Californie
  - Winston Salem Cycling Classic
  - 2e du Tour de Beauce
  - 2e du The Reading 120
  - 3e de la Philadelphia Cycling Classic
- 2016
  - 5e étape du Tour de Californie
  - 3e du championnat de Lettonie sur route
  - 3e du championnat de Lettonie du contre-la-montre
- 2017
  - 2e étape de la Semaine internationale Coppi et Bartali
  - 2e de la Semaine internationale Coppi et Bartali
  - 2e du championnat de Lettonie du contre-la-montre
- 2018
  -  Champion de Lettonie du contre-la-montre
  - Trofeo Lloseta-Andratx
  - 3e étape du Tour de Californie
  - Trois vallées varésines
- 2019
  -  Champion de Lettonie sur route
  - 3e des Trois vallées varésines
  - 9e des Strade Bianche
- 2021
  -  Champion de Lettonie sur route
  -  Champion de Lettonie du contre-la-montre
- 2022
  -  Champion de Lettonie du contre-la-montre
  - 7e de la Classique de Saint-Sébastien
  - 9e de la Bretagne Classic
- 2023
  -  Champion de Lettonie du contre-la-montre
  - 6e de la Classique de Saint-Sébastien
  - 8e du championnat du monde sur route
- 2024
  - 2e des Strade Bianche
  - 4e du championnat du monde sur route
  - 5e de la course en ligne des Jeux olympiques
  - 6e du Grand Prix cycliste de Montréal
  - 9e de l'E3 Saxo Bank Classic
  - 10e du Tour des Flandres
- 2025
  -  Champion de Lettonie sur route
  -  Champion de Lettonie du contre-la-montre

### Résultats sur les grands tours

#### Tour de France
7 participations
- 2018 : 82e
- 2019 : 81e
- 2020 : 81e
- 2021 : 71e
- 2022 : 61e
- 2024 : 45e
- 2025 : 95e

#### Tour d'Italie
1 participation
- 2023 : 31e, vainqueur du classement des sprints intermédiaires

#### Tour d'Espagne
1 participation
- 2017 : 123e

## Classements mondiaux
| Année                                 | 2010 | 2011 | 2012 | 2013 | 2014 | 2015 | 2016 | 2017 | 2018 | 2019 | 2020 | 2021 | 2022 | 2023 | 2024 |
| ------------------------------------- | ---- | ---- | ---- | ---- | ---- | ---- | ---- | ---- | ---- | ---- | ---- | ---- | ---- | ---- | ---- |
| UCI World Tour                        |      |      |      |      |      |      | nc   | nc   | 138e |      |      |      |      |      |      |
| Classement mondial                    |      |      |      |      |      |      | 528e | 507e | 96e  | 128e | 427e | 145e | 94e  | 59e  | 27e  |
| UCI Europe Tour                       | 113e | 249e | 528e | 36e  | 664e | 521e | 524e | 277e | 61e  | 106e | 351e | 124e | 79e  | 48e  | 22e  |
| UCI America Tour                      | nc   | nc   | nc   | nc   | 13e  | 1er  | 189e | nc   | 104e |      |      |      |      |      |      |
| UCI Africa Tour                       | nc   | nc   | nc   | 141e | nc   | nc   | nc   | nc   | nc   |      |      |      |      |      |      |
|                                       |      |      |      |      |      |      |      |      |      |      |      |      |      |      |      |
| Légende : nc = non classéSource : UCI |      |      |      |      |      |      |      |      |      |      |      |      |      |      |      |

## Distinctions
- Cycliste letton de l'année : 2013, 2015, 2018, 2020, 2023 et 2024